# Michael Sweerts
Michael Sweerts (Brussel, gedoopt 29 september 1618 – Goa, 1 juni 1664) was een Brabants schilder, tekenaar en prentmaker behorend tot de barok en het caravaggisme.

## Levensloop
Michael Sweerts werd geboren in Brussel en op 29 september in de Sint-Niklaaskerk gedoopt, als zoon van David Sweerts en Martynken Balliel. Zijn vader was vermoedelijk linnenkoopman. Wie zijn leermeester is geweest is niet bekend.
Van 1646 wordt hij vermeld als wonende aan de Via Margutta in Rome, de buurt waar de meeste artiesten uit het Noorden verbleven. Vreemd genoeg is hij niet opgetekend als lid van de Accademia di San Luca, hoewel hij - samen met Louis Cousin die sinds 1626 in Rome woonde - in oktober 1646 gevraagd wordt voor haar rekening lidgelden van Nederlandse kunstenaars te innen. Hij is een voorname vertegenwoordiger van de Bamboccianti maar van enige aansluiting bij de Bentvueghels is er geen bewijs, al verkeert hij ongetwijfeld in deze kringen. Hij moet goed bevriend zijn geweest met Frans Duquesnoy, van wie verschillende beeldhouwwerken herkenbaar zijn afgebeeld op Sweerts' schilderijen. In Rome werkt hij in opdracht van Amsterdamse kooplieden zoals Joseph Deutz en treedt ook op als gevolmachtigde bij de export van een partij zijde voor de familie Deutz. Later werkt hij ook voor de prins Camillio de Pamphili, de neef van paus Innocentius X. Hij gaf onderricht aan de tekenacademie van Pamphili, waar levende modellen poseerden. Wellicht was het door de tussenkomst van deze patroon dat Sweerts vóór zijn vertrek uit Rome de pauselijke titel ridder van Christus bekwam.
In 1655 is hij weer in Brussel, maar het lijkt waarschijnlijk dat hij al eerder terugkeerde. Daar richt hij een tekenacademie op waar schilders en tapijtontwerpers leren werken naer het leven. Van het stadsbestuur krijgt hij in 1656 privileges voor deze school. In 1659 wordt hij lid van het Brusselse schildersgilde, maar hij vertrekt na een jaar weer. Als afscheid schenkt hij een zelfportret, waarschijnlijk het zelfportret dat zich nu in het Allen Memorial Art Museum in Oberlin in de Amerikaanse staat Ohio bevindt.
Uit archiefstukken van de Missions Etrangères de Paris blijkt dat hij zich inmiddels heeft aangemeld als lekenbroeder voor een missie naar Cochinchina, het zuiden van het huidige Vietnam. Vóór z'n vertrek verblijft hij nog enige tijd in Amsterdam en heeft daar waarschijnlijk ook geschilderd. Volgens een tijdgenoot at Sweerts geen vlees, vastte elke dag en ging regelmatig ter communie.
In januari 1662 vertrekt hij samen met bisschop François Pallu, 7 missionarissen en een lekenbroeder per boot uit Marseille. Enige weken later komt het gezelschap aan in Alexandretta (nu in Turkije). Het gezelschap reist verder naar Aleppo (Syrië) en vervolgens richting Isfahan (Perzië).
Tijdens de reis ontstaan er moeilijkheden. Brieven van bisschop Pallu en missionaris René Brunel delen mee dat Michael Sweerts "onuitstaanbaar" werd. Hij las iedereen de les, bemoeide zich overal mee en sprak iedereen tegen, vooral de bisschop, zo schrijft Brunel, en hield hij geen rekening met het klimaat en met zijn gezondheid.
Bisschop Pallu concludeert dat Michael Sweerts, die zichzelf niet meer in de hand heeft, niet geschikt is voor de missie en de missie niet voor hem. Hij verlaat de missie vóór mei 1662 en overlijdt in 1664 op 45-jarige leeftijd in de Portugees-Indische jezuïetenkolonie Goa. 

## Werk
Sweerts schilderde genrestukken, portretten en Bijbelse en mythologische taferelen. Vaak terugkerende thema's in zijn schilderijen zijn klassieke kunst en de teken- en schilderpraktijk. Stilistisch valt zijn delicate kleurengebruik op. In zijn portretten is veel directheid en medeleven aan te treffen.
Het merendeel van zijn werk wordt als verloren beschouwd. Zijn oeuvre is in de 20e eeuw gereconstrueerd tot een zeventigtal schilderijen, waarvan slechts drie gesigneerd.
Sweerts etste 21 prenten, waaronder de 16-delige reeks "diverse aangezichten" (Diversae facies in usum iuvenum et aliorum, verschenen in 1656 in verband met zijn Brusselse tekenacademie).

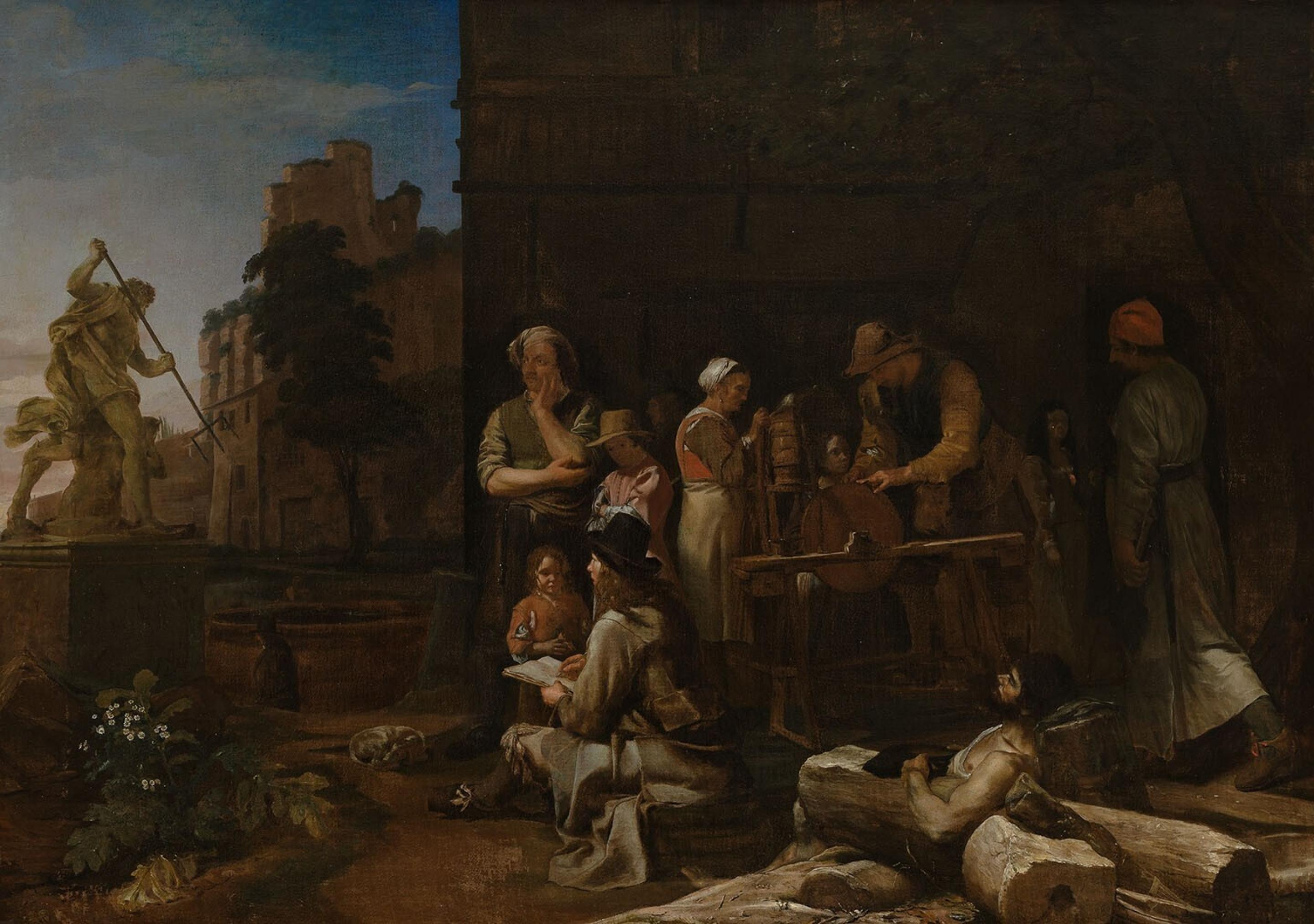
Romeins straattafereel met een jonge kunstenaar, ca. 1646-1648. Rotterdam, Museum Boijmans Van Beuningen.
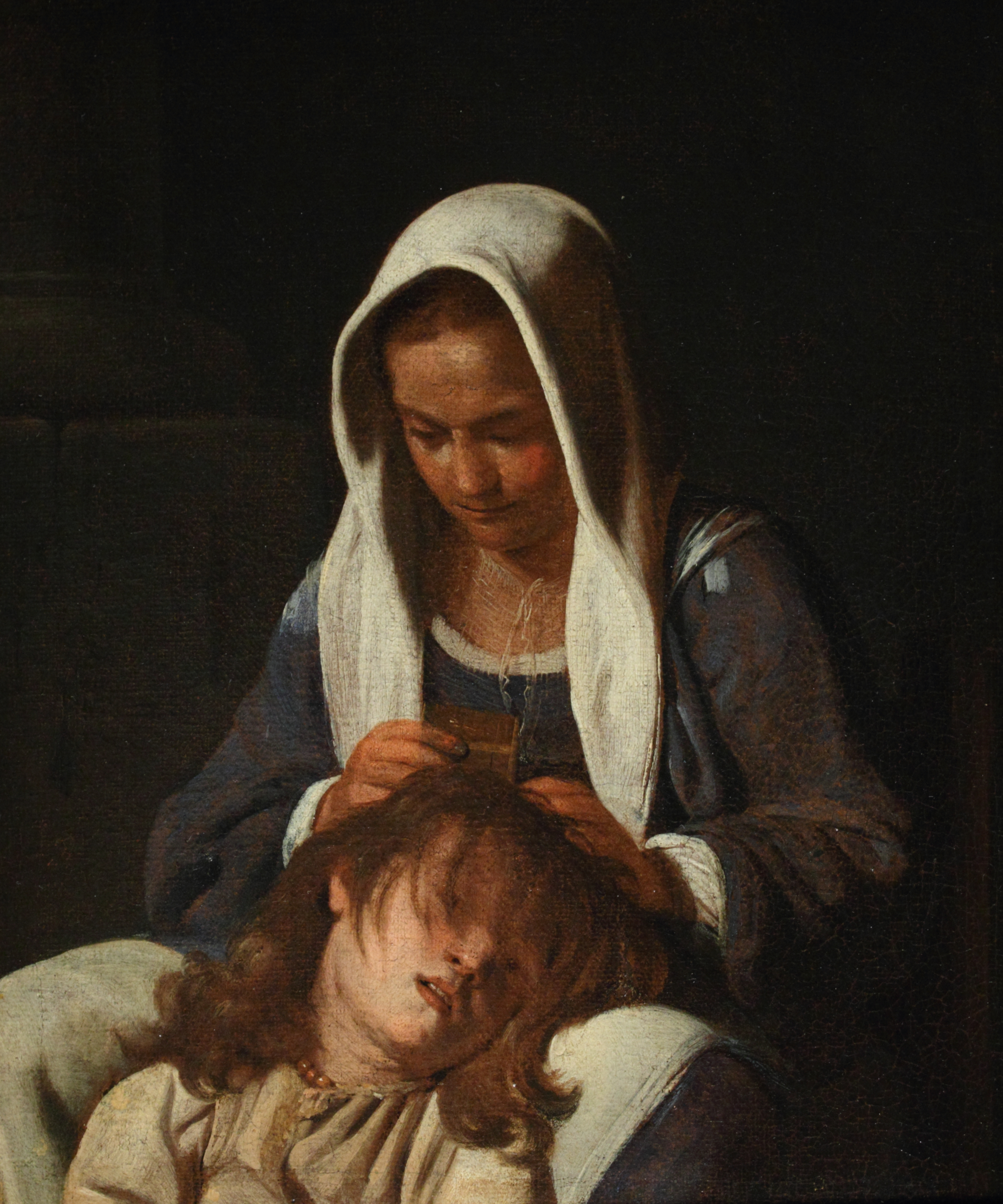
Het ontluizen, ca. 1646-1651. Straatsburg, Musée des Beaux-Arts.
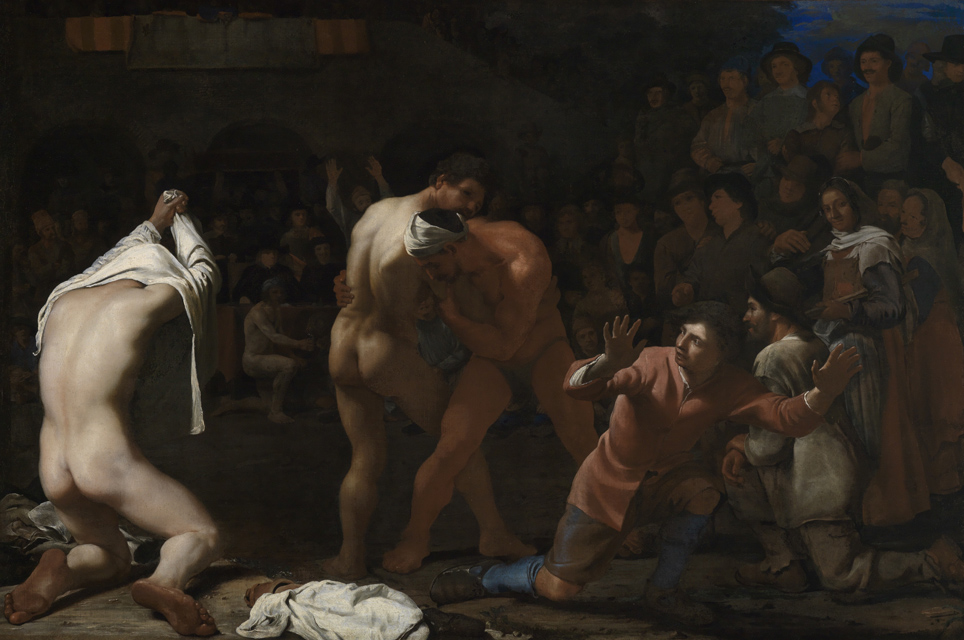
De worstelwedstrijd, ca. 1648-1650. Karlsruhe, Staatliche Kunsthalle Karlsruhe.
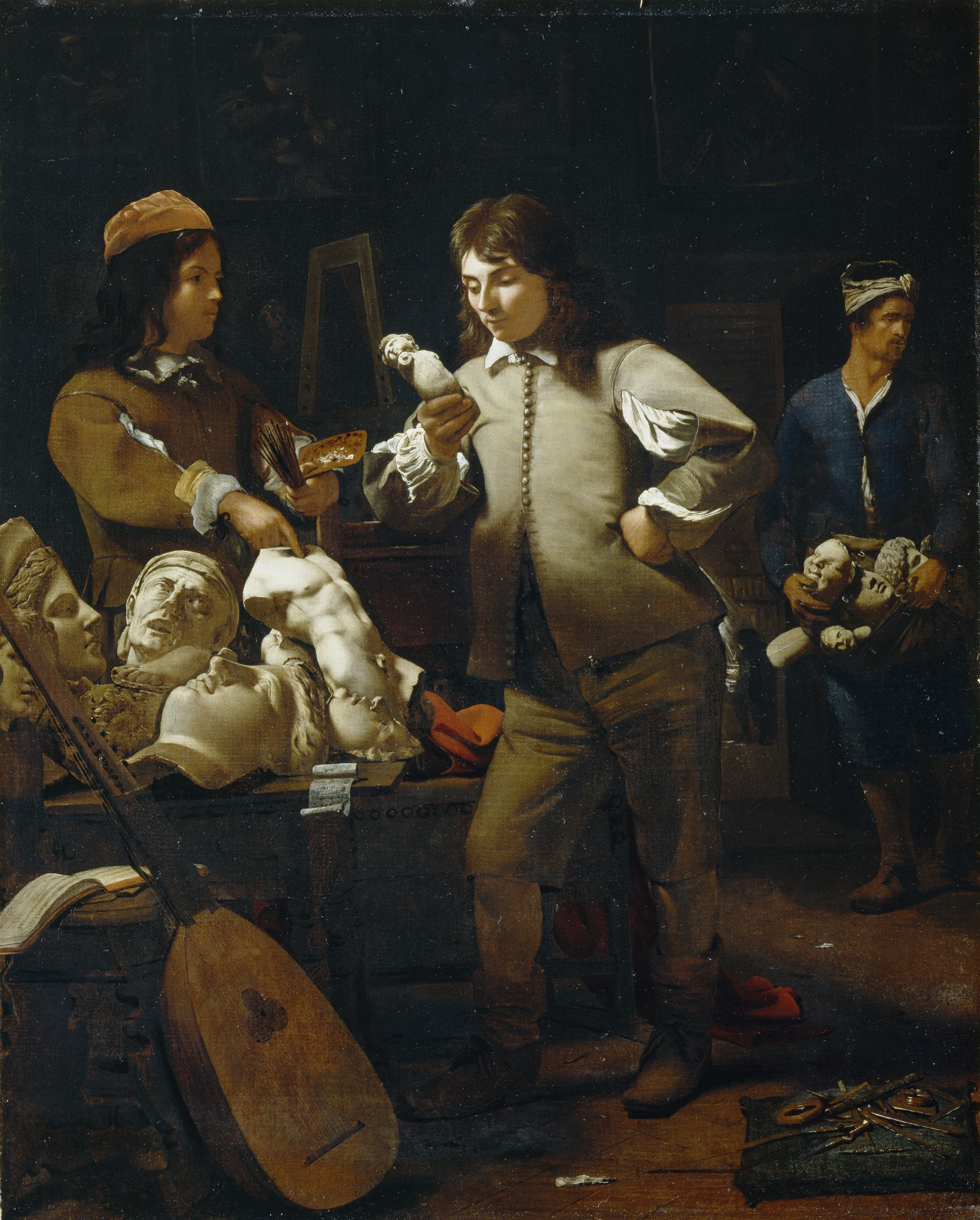
In het atelier, 1652. Detroit, Detroit Institute of Arts.
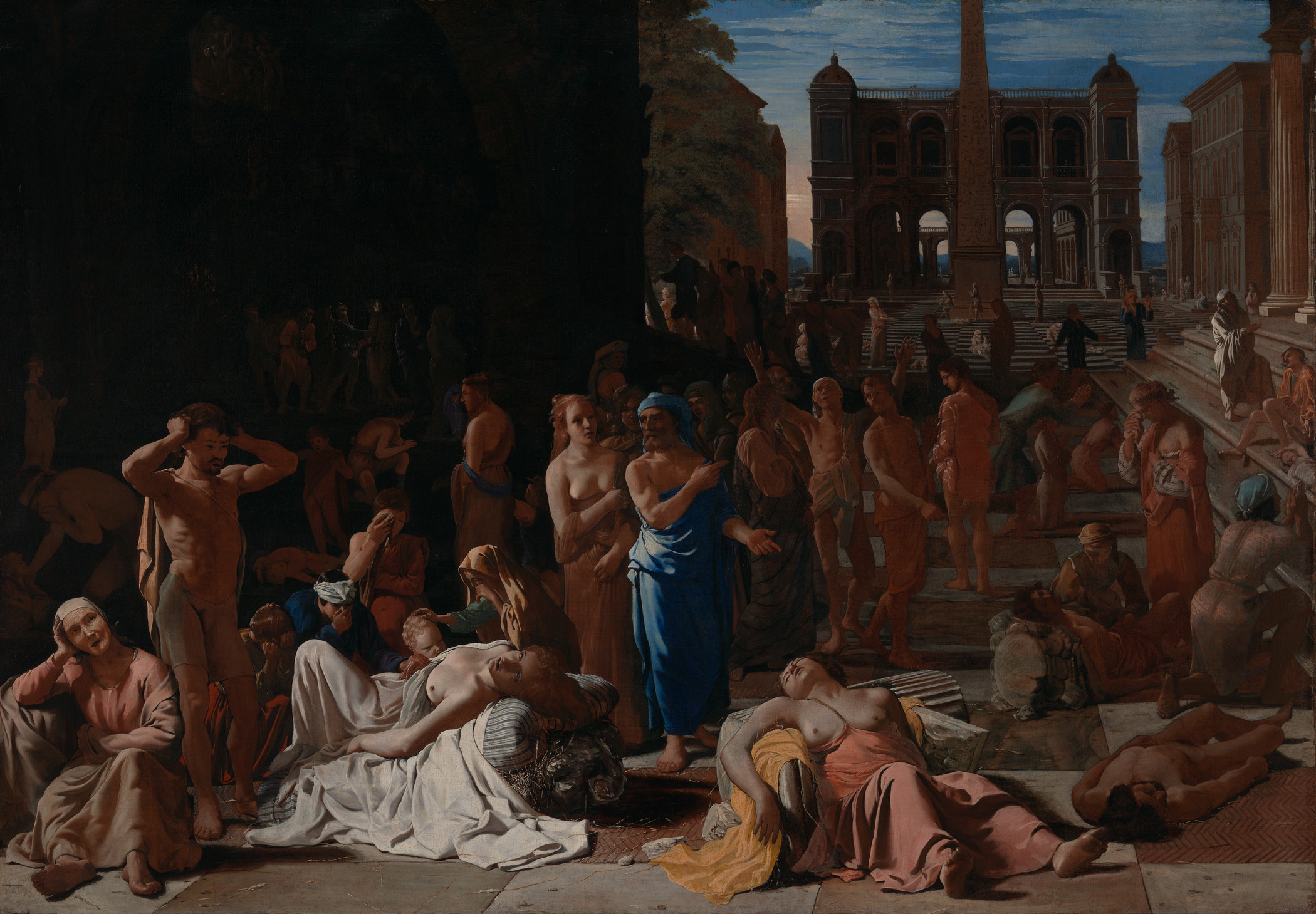
Pest in Athene, ca. 1652-1654. Los Angeles Museum of Art.
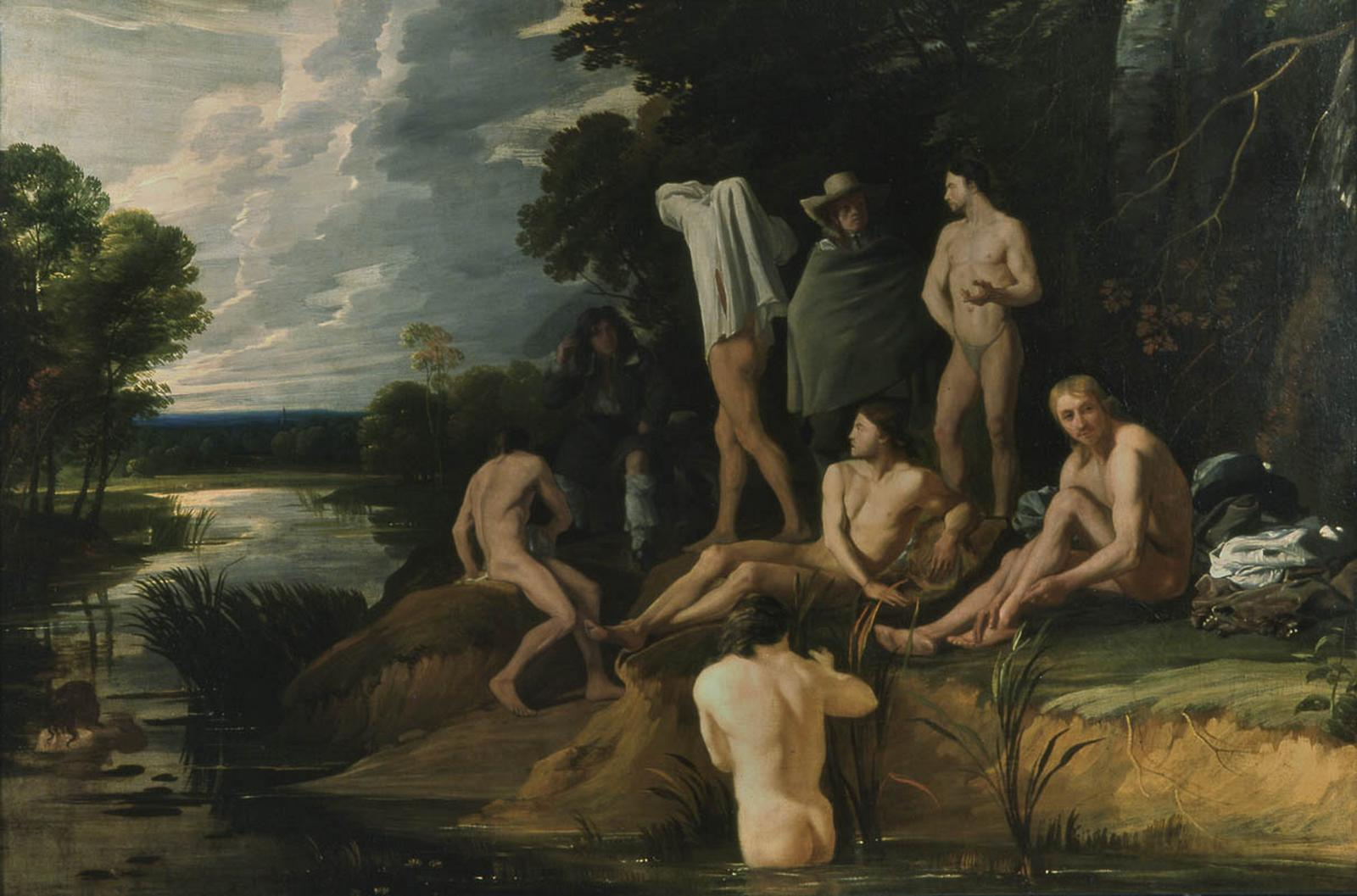
Badende mannen, 1655. Straatsburg, Musée des Beaux-Arts.
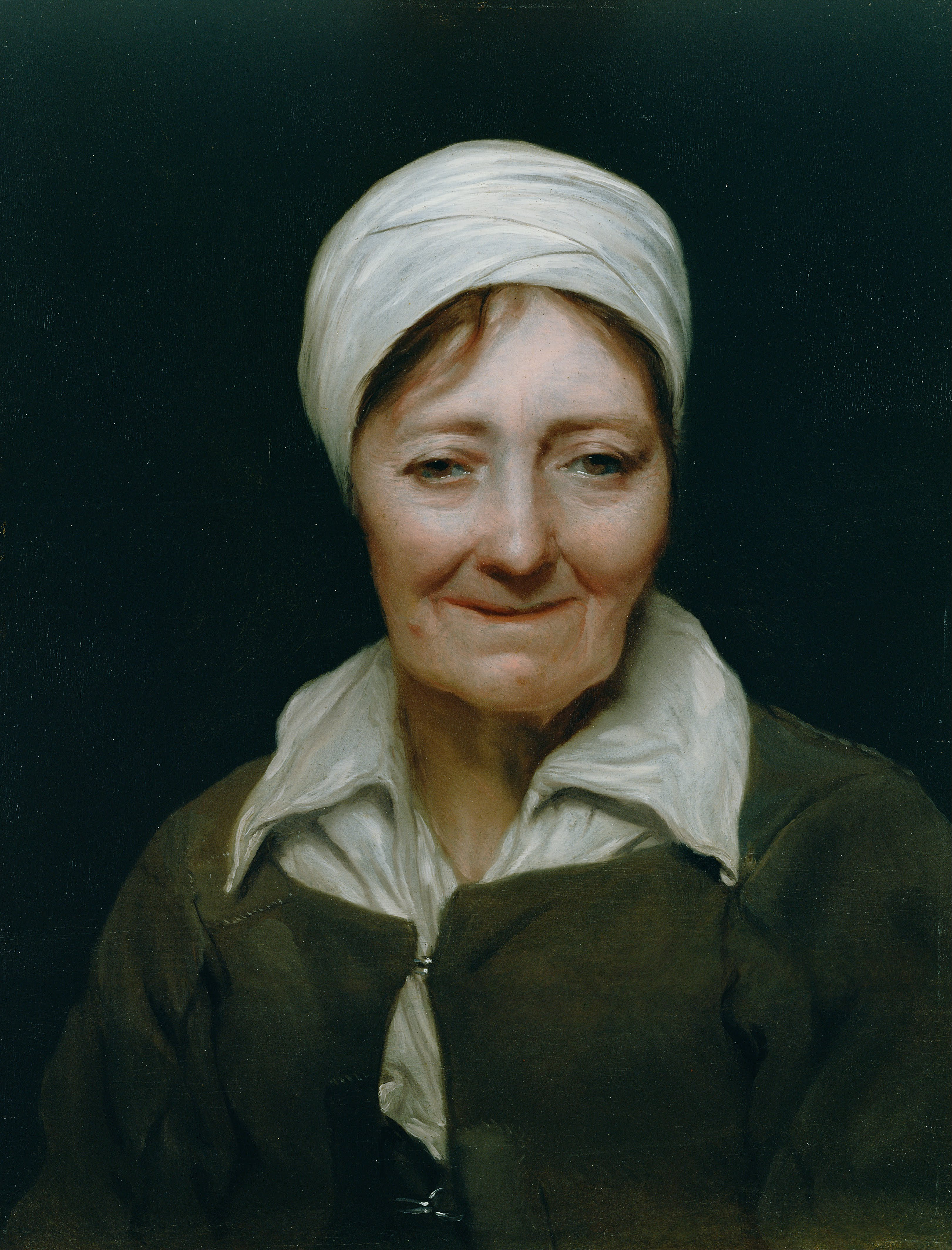
Hoofd van een vrouw, ca. 1654. Los Angeles, J. Paul Getty Museum.
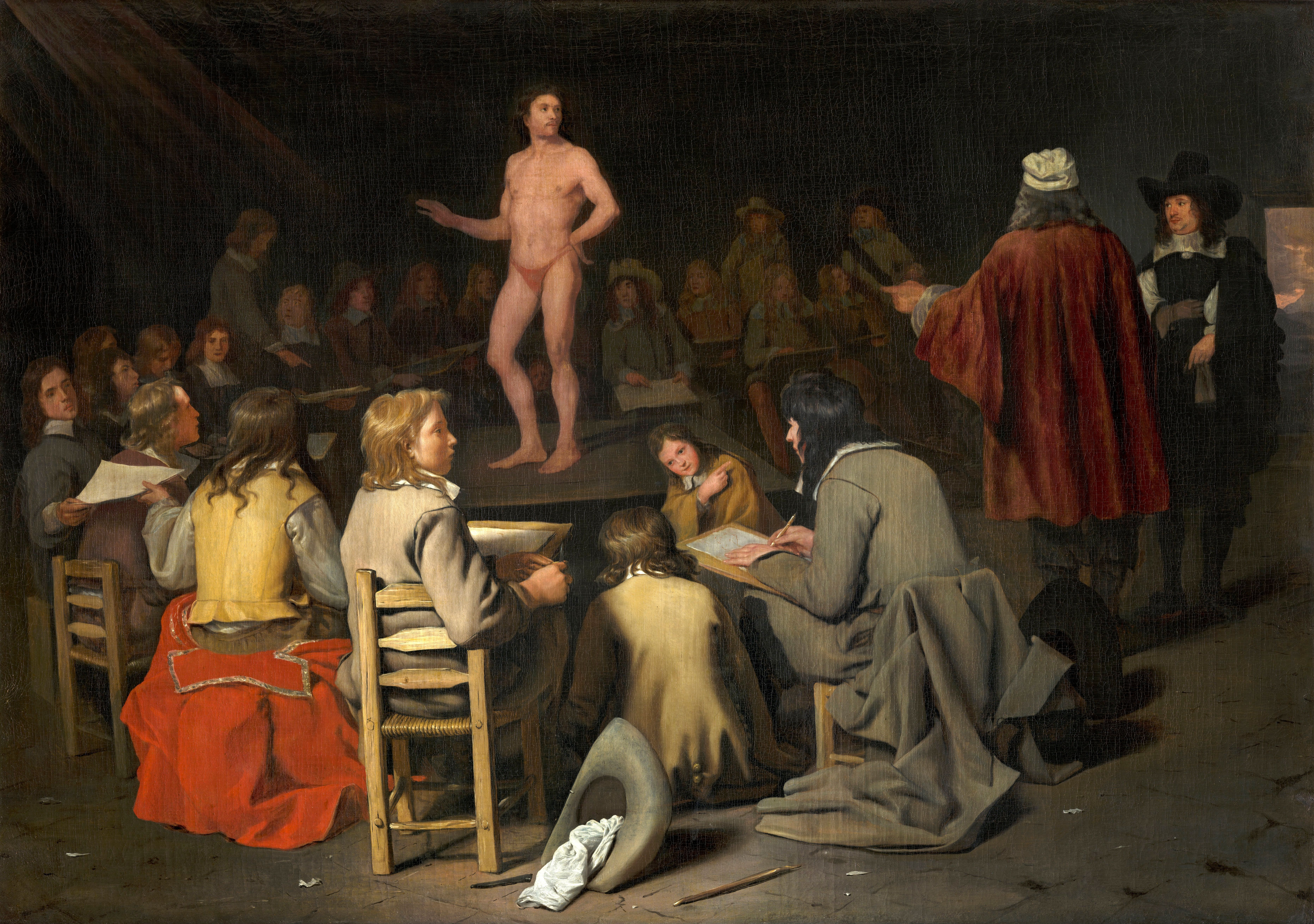
De tekenles, ca. 1655. Haarlem, Frans Hals Museum.
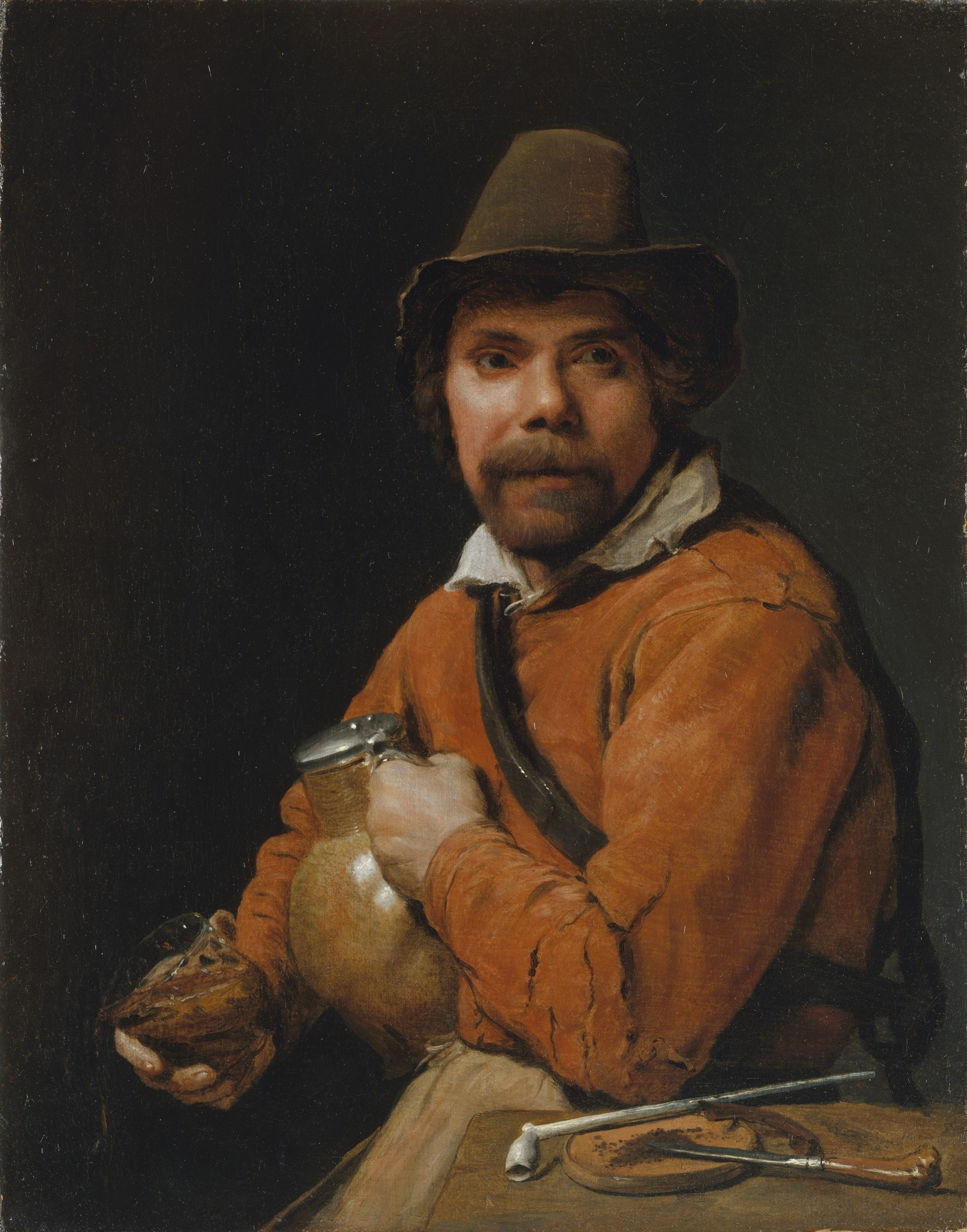
Man met kruik, 1660. New York, Metropolitan Museum of Art.
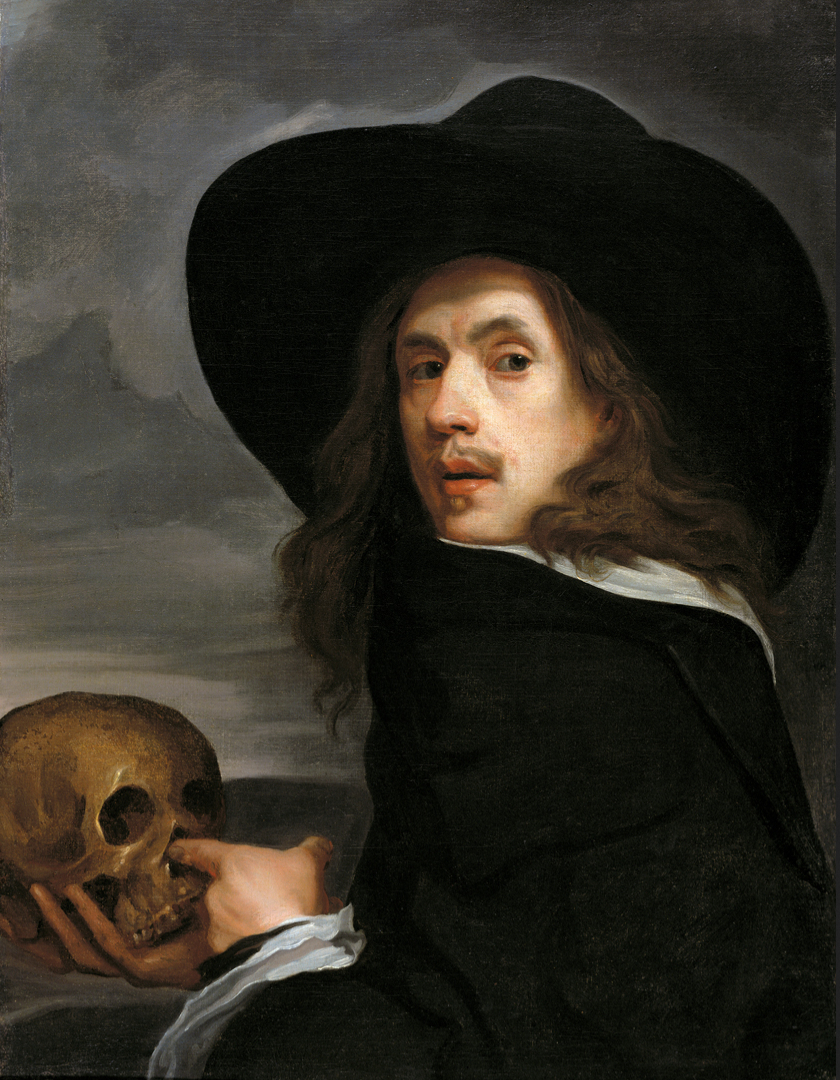
Zelfportret met doodshoofd, 1660. Kingston, Agnes Etherington Art Centre.
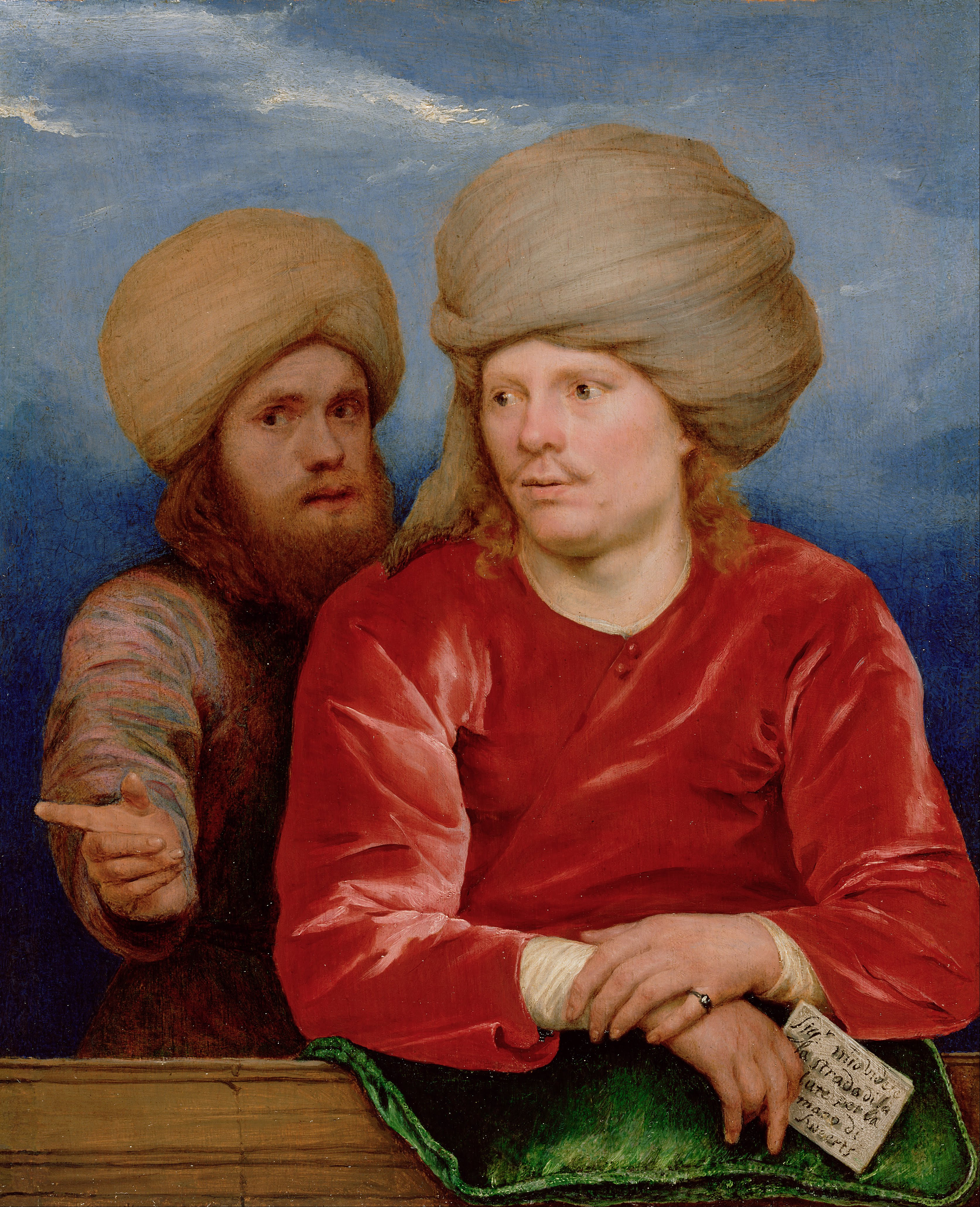
Dubbelportret, ca. 1660-1662. Los Angeles, J. Paul Getty Museum.
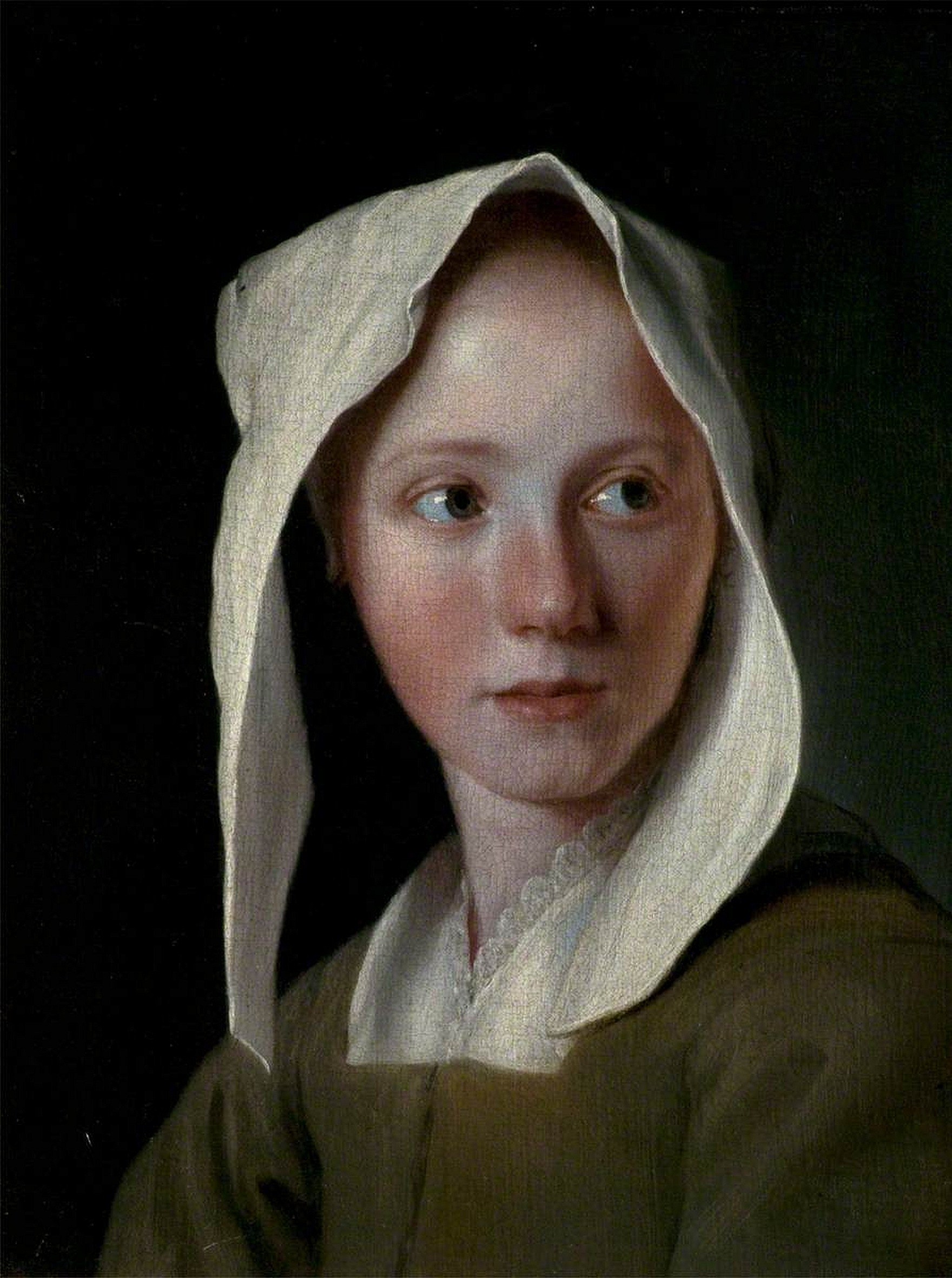
Portret van een meisje, ca. 1654. Leicester Museum & Art Gallery.

## Voetnoten
1. ↑  Lara Yeager-Crasselt, Michael Sweerts (1618-1664). Shaping the Artist and the Academy in Rome and Brussels, Turnhout, Brepols, 2015. ISBN 9782503555300
2. ↑  Christophe Dosogne, Michael Sweerts, le Vermeer brabançon in: Collect, nr. 502, november 2020
3. ↑  Walter Liedtke, Addenda to Flemish Paintings in the Metropolitan Museum of Art in: Metropolitan Museum Journal, 1992, p. 107. Gearchiveerd op 28 februari 2024.

- Bibsys: 90953690
- Biblioteca Nacional de España: XX5598733
- Bibliothèque nationale de France: cb13508999r (data)
- Biografisch Portaal: 25905082
- Digitale Bibliotheek voor de Nederlandse Letteren: swee022
- Gemeinsame Normdatei: 119373742
- International Standard Name Identifier: 0000 0000 8097 7372
- Library of Congress Control Number: nr96022588
- Nationale Bibliotheek van Tsjechië: ola2003172397
- Nationale Bibliotheek van Israël: 987007427896805171
- Nederlandse Thesaurus van Auteursnamen: 099826240
- Réseau des bibliothèques de Suisse occidentale: 02-A003878891
- RKD-Nederlands Instituut voor Kunstgeschiedenis: 76229
- SNAC: w67t9vfv
- Système universitaire de documentation: 085996572
- Union List of Artist Names: 500026983
- Virtual International Authority File: 18030345
- WorldCat: E39PBJxGRRBKh8ycjGkRvrvCQq